# ريتشارد ديفيد
ريتشارد ديفيد هو لاعب هوكي الجليد كندي، ولد في 8 أبريل 1958 في نورت دام دي لا ساليته في كندا.

## وصلات خارجية
- ريتشارد ديفيد على موقع دوري الهوكي الوطني (الإنجليزية)
- ريتشارد ديفيد على موقع EliteProspects.com (الإنجليزية)
- ريتشارد ديفيد على موقع HockeyDB.com (الإنجليزية)
- ريتشارد ديفيد على موقع Hockey-Reference.com (الإنجليزية)